# Дель Рио, Оливия
Оливия Дель Рио (англ. Olivia Del Rio, порт. Olivia Del Rio, род. 16 апреля 1969 года, Риу-Каска, Бразилия) — бразильская порноактриса.

## Биография
Дель Рио родилась в Бразилии в многодетной семье и была 12 ребёнком из 16 в семье. Уехала во Францию работать горничной. В 1995, в возрасте 26 лет, году пришла в порноиндустрию и с тех пор снялась в более чем 170 фильмах. В 2003 году она появилась в двух эпизодах шведского телевизионного шоу High Chaparall.
Оливия замужем и у пары двое детей. Они живут во Франции и в Марокко, где у них собственный бар, которым она управляет вместе с мужем.

## Премии и номинации
| Год  | Церемония   | Категория                     | Работа                          | Результат |
| ---- | ----------- | ----------------------------- | ------------------------------- | --------- |
| 2002 | FICEB Ninfa | Лучшая актриса                | Apasionadas y Coquetas          | Номинация |
| 2003 | AVN Award   | Лучшая сцена группового секса | Paradise Lost                   | Номинация |
| 2004 | AVN Award   | Исполнительница года          |                                 | Номинация |
| 2004 | AVN Award   | Лучшая сцена мастурбации      | Lost Angels: Olivia Del Rio     | Номинация |
| 2004 | AVN Award   | Лучшая сцена «жёсткого» секса | Flesh Circus                    | Номинация |
| 2005 | AVN Award   | Лучшая сцена группового секса | Debbie Does Dallas: The Revenge | Номинация |

## Частичная фильмография
- La Croupe Du Monde 98 (1998)
- Le Ramoneur des Lilas (1998)
- Les Nuits d’amour d’Antoine et Cléopâtre (1996)[6]